# Cross Gene
Cross Gene (coréen : 크로스진, stylisé CROSS GENE) est un boys band sud-coréen formé par Amuse Korea en 2012. Le groupe est composé de quatre membres : Shin, Seyoung, Sangmin et Yongseok. Leur premier mini-album en tant que groupe composé de sept membres est sorti le 11 juin 2012, sous le nom de Timeless: Begins, et a atteint la 8e place au Gaon Chart.

## Histoire

### 2012: formation etTimeless: Begins
Le 26 mai 2012, Amuse Korea révèle qu'elle ferait ses débuts avec un groupe multinational composé de chanteurs sud-coréens, japonais et chinois. On trouve parmi les membres Shin Won-ho (Shin), un acteur sud-coréen qui était auparavant apparu dans des séries télévisées et des publicités. Terada Takuya, un mannequin et acteur japonais, devenant la première idole de K-pop de nationalité japonaise. La société de divertissement a expliqué la signification du nom du groupe, déclarant que le boys band « croiserait les gènes supérieurs de chaque pays pour créer un groupe parfait ». Cross Gene était à l'origine composé de trois membres sud-coréens, de deux membres chinois et d'un membre japonais.
Le 7 juin, le groupe tient sa première représentation sur scène à la salle de concert Axe Korea. Leur premier mini-album, Timeless: Begins, sort le 8 juin. Dix jours plus tard, une version en édition limitée du mini-album voit le jour. L'album arrive à la 9e place du classement hebdomadaire du Gaon Chart et finit à la 8e place la semaine suivante.

### 2013: changement de membres, promotions auJaponetWith U
En janvier 2013, Amuse Korea annonce l'arrivée de Seyoung dans le groupe en tant que nouveau membre,. Il remplace J.G., qui a quitté Cross Gene pour commencer une carrière en tant qu'artiste solo. Après le départ de J.G., Takuya a également démissionné. Celui-ci était le leader, sa position a donc été donnée à Shin.
Le 27 février, Cross Gene sort son premier single japonais, Shooting Star. La chanson est interprétée pour la première fois sur scène le 13 mars, lors d'un événement promotionnel pour le drama coréen Big au Japon. Le groupe révèle par la suite le single digital Crazy le 29 mai. Le 31 mai, Cross Gene tient son premier concert japonais, Cross U, à Shibuya O-East, au cours duquel le groupe aborde le départ de J.G. et le changement de leader.
Le 1er août, Cross Gene révèle le single numérique Dirty Pop, suivi d'un CD accompagné d'un livre photos spécial, intitulé With U. Le livre photos est une version limitée qui a été mise à disposition en dehors des salles de concert qu'en fin d'année 2014. Cross Gene organise par la suite deux autres concerts : With U le 22 août au Shibuya Public Hall et une autre perfromance le 31 août au Umeda Club Quattro. Le concert au Shibuya Public Hall est plus tard publié en DVD dans le même format que l'EP With U. 
Cross Gene Planet, le site officiel japonais, est lancé le 2 septembre. En fin d'année 2013, Cross Gene sort trois autres singles numériques au Japon : My Love Song en octobre, Page of Love en novembre et Aurora en décembre. En novembre, Cross Gene commence également des activités en Chine, se produisant sur la chaîne ATV au concours de beauté « Mr. Asia ». Ils tiennent également un fanmeeting et un mini-concert au Dragon Center de Hong Kong. Le 28 novembre, le groupe reçoit un prix aux 21e « Korean Culture and Entertainment Awards ». 
Le troisième concert de Cross Gene au Japon, Rock U, a lieu le 6 décembre au Umeda Club Quattro et les 14 et 15 décembre au Amuse Musical Theatre. A la fin du concert, le groupe fait allusion à un projet futur - le Projet Z. En parallèle, ils participent au festival japonais Super Handsome Live 2013 les 26 et 27 décembre.

### 2014: singles digitaux,ZEDDet autres activités
Début 2014, Cross Gene se rend à Los Angeles pour filmer le film de zombies ZEDD, résultat de leur « Projet Z ».
Le 6 avril, un teaser visuel pour le single Amazing (Bad Lady) est mis en ligne sur YouTube, suivi d'un teaser du clip-vidéo le 14 avril. Leur comeback, initialement prévu pour le 21 avril, est reporté par respect pour les nombreuses victimes du Naufrage du Sewol.
Le 29 mai, Cross Gene retourne à Hong Kong pour participer à la soirée spéciale du 50e anniversaire de la chaîne ATV. Ils tiennent également un deuxième fan meeting et une seconde performance au Dragon Center de Hong Kong. 
Le groupe révèle ensuite le single numérique coréen Amazing (Bad Lady) le 9 juin, après une absence de près de 2 ans en Corée du Sud. Cependant, le membre Casper est absent lors des promotions après avoir subi une blessure à la hanche. Le 26 juin, Cross Gene sort un clip-vidéo pour la version coréenne de Shooting Star. Le 28 juin, ils organisent leur quatrième concert japonais au Differ Ariake Arena de Tokyo. C'est à ce moment-là que Casper réintègre le groupe. 
Ils organisent par la suite un autre spectacle au Japon, intitulé Cross Show: ZEDD, prévu pour le mois d'octobre. En juillet et août, Cross Gene participe à des festivals de musique japonais, notamment Amuse BBQ 2014, Summer Sonic à Osaka et A-Nation. 
En parallèle, Takuya rejoint l'émission de télévision coréenne Non-Summit en tant que représentant du Japon.
Le 10 septembre, Cross Gene révèle le clip de Billion Dolla, la chanson phare de leur film ZEDD, qui est sorti en DVD le 24 septembre. Le groupe présente le film à Tokyo les 12 et 13 octobre avec un total de quatre spectacles sur deux jours. Pendant ces spectacles, le groupe annonce un retour au Japon prévu pour le 14 janvier 2015 avec un nouveau single intitulé Future. Ils publient ensuite un post sur leur fancafe coréen le lendemain, pour annoncer leur comeback en Corée du Sud en novembre 2014. Le 10 novembre, Cross Gene révèle son deuxième single numérique intitulé I'm Not a Boy, Not Yet a Man. 
Cross Gene s'est également produit au Skechers Sundown Festival , à Singapour le 22 novembre et de nouveau au festival japonais Super Handsome Live 2014 les 26, 27 et 28 décembre au Pacifico Yokohama.

### 2015: promotions auJaponet enCorée du Sud
Le deuxième single japonais de Cross Gene, Future, est publié le 14 janvier 2015. Il se classe à la 4e place du classement Oricon, et arrive à la 3e place cinq jours plus tard. 
Cross Gene revient par la suite en Corée avec le single Play With Me le 12 avril, accompagné de leur troisième mini-album éponyme. Play With Me se retrouve à la 7e place du classement hebdomadaire de Gaon. Le single est également nommé comme « la chanson de la semaine » à trois reprises lors de l'émission The Show.
Cross Gene retourne ensuite au Japon et révèle le 25 juillet leur troisième single intitulé Love & Peace, morceau qui figure dans l'OST du drama Dual Master Revolution. C'est la première chanson pour laquelle ils ont eux-mêmes écrit les paroles. Le 7 octobre, ils sortent la chanson Miracle qu'ils ont également composé. Elle se classe à la 2e place au classement Oricon,. 
Cross Gene retourne en Corée du Sud et y réalise son premier concert, intitulé Be Happy Together Live (Xmas Eve Eve Night), le 23 décembre. Les billets ont tous été vendus dès la première minute.

### 2016 - 2017:Game,Yin YangetMirror
Le 21 janvier 2016, Cross Gene sort son troisième mini-album intitulé Game, avec un clip-vidéo pour la chanson phare Noona, You,.
En juin 2016, Cross Gene sort son premier album japonais complet, Ying Yang. L'album se compose de 14 titres dont le titre Ying Yang, une chanson pour les fans, Tegami (lettre en japonais), et cinq autres chansons inédites : Keep on Dancing, Love Game, Sobani Ite, Dreamer et No No No. Durant cette période, Shin est sélectionné pour jouer Tae Oh dans le drama coréen Legend of the Blue Sea, aux côtés de Lee Min-ho et Jun Ji-hyun. 
Le quatrième mini-album de Cross Gene, Mirror, sort le 8 février avec leur titre phare intitulé Black or White.
Le 31 août, Casper, membre chinois, annonce quitter le groupe. L'agence déclare qu'elle n'ajouterait pas de nouveaux membres et qu'ils resteraient en tant que groupe de cinq membres. 

### 2018 - en ce moment:Zeroet activités individuelles
En février 2018, le membre Yongseok participe à la comédie musicale japonaise My Bucket List dans le rôle de Kanggu, avec Taewoong (Snuper), Injun (DGNA) et les acteurs musicaux Minsu et Kim Namho. Le même mois, CROSS GENE annonce leur prochain concert au Japon intitulé Utopia, prévu pour le 30 avril. 
Le 23 avril, le premier teaser de leur comeback coréen tant attendu est abandonné. Cependant, leur 5e mini-album coréen, intitulé Zero, sort le 8 mai,  et comporte quatre titres. L'une des chansons de l'album, Dystopia, est pré-publiée le 30 avril. 
Activités individuelles
Takuya a interprété le rôle d'Abraham dans la version japonaise de la comédie musicale Altar Boyz. Il a également joué le même rôle dans la version de  2017. Yongseok a également joué dans une comédie musicale japonaise, intitulée Voice. En août 2018, Yongseok joue dans le spectacle musical My Bucket List, en interprétant Haegi. Quant à Seyoung, il a joué le rôle de Puck dans la pièce de théâtre Shakespeare's A Midsummer Night's Dream, du 14 septembre au 17 septembre.
Le 10 décembre, Takuya quitte le groupe pour poursuivre le théâtre et le mannequinat en solo.

## Membres[48]
- Seyoung (Lee Se Yeong, coréen : 이세영, né le 8 février 1990 (35 ans)) est le chanteur principal.
- Sangmin (Kim Sang Min, coréen : 김상민, né le 7 juillet 1992 (33 ans)) est le rappeur principal et danseur principal.
- Shin Won-ho (coréen : 신원호, né le 23 octobre 1991 (33 ans)) est le leader du groupe.
- Yongseok (Kim Yong Seok, coréen : 김용석, né le 8 janvier 1993 (32 ans)) est le chanteur principal et le maknae (le plus jeune membre).

## Discographie

### Albums
| Ying Yang | - Sortie : 29 juin 2016 - Label : Universal Japan - Format : CD, DVD, digital download | 12 | - JPN : 6,796 |

### Mini-albums
| Titre            | Détails                                                                                             | Positions | Positions | Ventes          |        |        |        |
| Titre            | Détails                                                                                             | KOR       | JPN       | Ventes          |        |        |        |
| Coréen           | Coréen                                                                                              | Coréen    | Coréen    | Coréen          | Coréen | Coréen | Coréen |
| ---------------- | --------------------------------------------------------------------------------------------------- | --------- | --------- | --------------- | ------ | ------ | ------ |
| Timeless: Begins | - Sortie : 11 juin 2012 - Label : Amuse Korea, Universal Korea - Formats : CD, digital download     | 8         | 187       | - KOR : 5,940+  |        |        |        |
| Play With Me     | - Sortie : 13 avril 2015 - Label : Amuse Korea, Universal Korea - Formats : CD, digital download    | 7         | 65        | - KOR : 4,819+  |        |        |        |
| Game             | - Sortie : 21 janvier 2016 - Label : Amuse Korea, Universal Korea - Formats : CD, digital download  | 13        | —         | - KOR : 5,728   |        |        |        |
| Mirror           | - Sortie : 8 février 2017 - Label : Amuse Korea, Kakao M - Formats : CD, digital download           | 2         | 120       | - KOR : 12,909+ |        |        |        |
| Zero             | - Sortie : 8 mai 2018 - Label : Amuse Korea, LOEN Entertainment - Formats : CD, digital download    | 5         | —         | - KOR : 18,319  |        |        |        |
| Japonais         | |           |           |                 |        |        |        |
| Timeless: Future | - Sortie : 21 novembre 2012 - Label : Amuse, Inc., Universal Japan - Formats : CD, digital download | —         | 203       |                 |        |        |        |
| With U           | - Sortie : 22 août 2013 - Label : Amuse, Inc., Universal Japan - Formats : CD                       | —         | —         |                 |        |        |        |

### Singles
| Titre                        | Année  | Positions | Positions | Ventes          | Album              |        |
| Titre                        | Année  | KOR       | JPN       | Ventes          | Album              |        |
| Coréen                       | Coréen | Coréen    | Coréen    | Coréen          | Coréen             | Coréen |
| ---------------------------- | ------ | --------- | --------- | --------------- | ------------------ | ------ |
| La-Di Da-Di                  | 2012   | 120       | —         | NC              | Timeless: Begins   |        |
| Sky High                     | 2012   | 139       | —         | NC              | Timeless: Begins   |        |
| Amazing (Bad Lady)           | 2014   | —         | —         | NC              | Play With Me       |        |
| I'm Not a Boy, Not Yet a Man | 2014   | —         | —         | NC              | Play With Me       |        |
| Japonais                     |        |           |           |                 |                    |        |
| Shooting Star                | 2013   | —         | 19        | NC              | Ying Yang          |        |
| Crazy                        | 2013   | —         | —         | NC              | Ying Yang          |        |
| Dirty Pop                    | 2013   | —         | —         | NC              | Singles hors album |        |
| My Love Song                 | 2013   | —         | —         | NC              | Singles hors album |        |
| Page of Love                 | 2013   | —         | —         | NC              | Singles hors album |        |
| Aurora                       | 2013   | —         | —         | NC              | Ying Yang          |        |
| Future                       | 2015   | —         | 5         | - JPN : 14,425+ | Ying Yang          |        |
| Love & Peace/Shi-tai!        | 2015   | —         | 2         | - JPN : 86,128+ | Ying Yang          |        |

### DVD
| Titre             | Détails                                                                            | Positions |
| Titre             | Détails                                                                            | JPN       |
| ----------------- | ---------------------------------------------------------------------------------- | --------- |
| With U Japan Live | - Sortie : 16 décembre 2013 - Label : Amuse, Inc., Universal Japan - Formats : DVD | —         |

## Récompenses et nominations
- 2013 : K-Pop Rookie Award (gagné)